# Synagoga v Hranicích
Synagoga v Hranicích je dnes nečinná synagoga vystavěná v neorománském stylu s výrazným čelním (západním) štítem nad poloválcovou parkánovou baštou v úrovni městských hradeb. Nachází se mezi Janáčkovou a Čechovou ulicí. Tyto ulice spojují tzv. „Židovské schody“ vedoucí z bývalých hradeb. Z tohoto schodiště je uličkou umožněn vstup do synagogy. Stavba byla dokončena roku 1864 dle návrhu rakouského architekta Franze Machera. Je chráněna jako kulturní památka České republiky.

## Historie

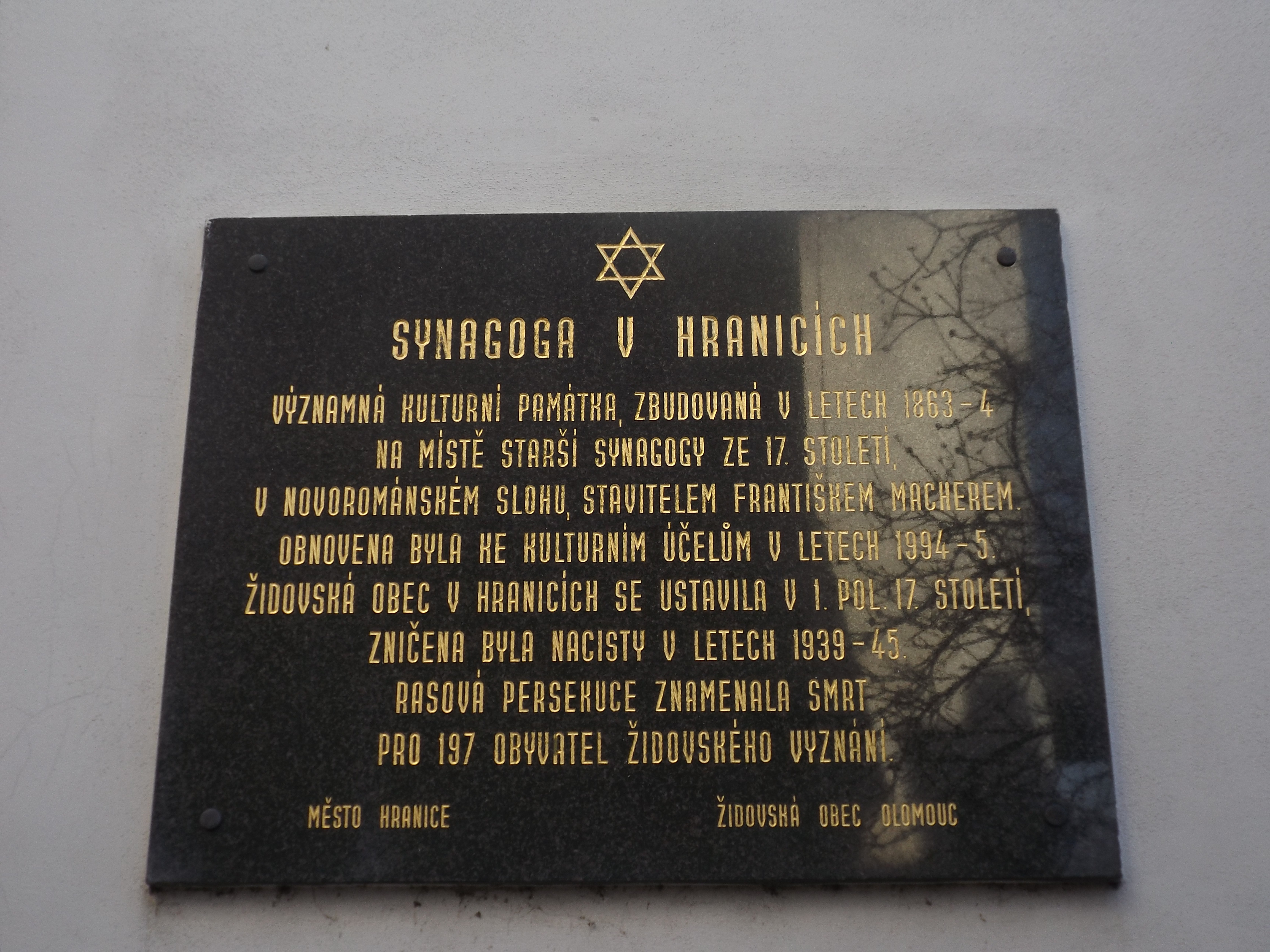
Pamětní deska umístěna na severní zdi synagogy

### Původní synagoga
V místě dnešní budovy stála před rokem 1863 dřevěná synagoga postavená ve třicátých letech 17. století. Ta byla zbořena a na základě návrhu vídeňského architekta Franze Machera byla započata výstavba synagogy v maursko-byzantském slohu.

### Období druhé světové války
V období druhé světové války se plánovalo zboření stavby, které ovšem nebylo realizováno. V roce 1939 byl z průčelí synagogy odstraněn hebrejský nápis s desaterem. Roku 1940 byl v synagoze ukončen provoz bohoslužeb a až do roku 1943 nebyla stavba používána. V tomto roce se dočkala rekonstrukce a přestavby na městské muzeum.

### Poválečná doba
Po válce dostala budovu do péče Církev československá husitská a židovské bohoslužby probíhaly v různých jiných prostorách. Jedna z modliteben na Masarykově náměstí čp. 8/9 sloužila svým účelům až do roku 1969. Synagogální sbor zanikl v roce 1975. CČSH budovu do roku 2023 pronajímala městu Hranice, které ji užívaly jako výstavní síň.